# Mahrajganj (dystrykt Maharajganj)
Mahrajganj (hindi महाराजगंज) – miasto w północnych Indiach w stanie Uttar Pradesh, na Nizinie Hindustańskiej.
Populacja miasta w 2001 roku wynosiła 26 272 mieszkańców.